# 마크 셀비

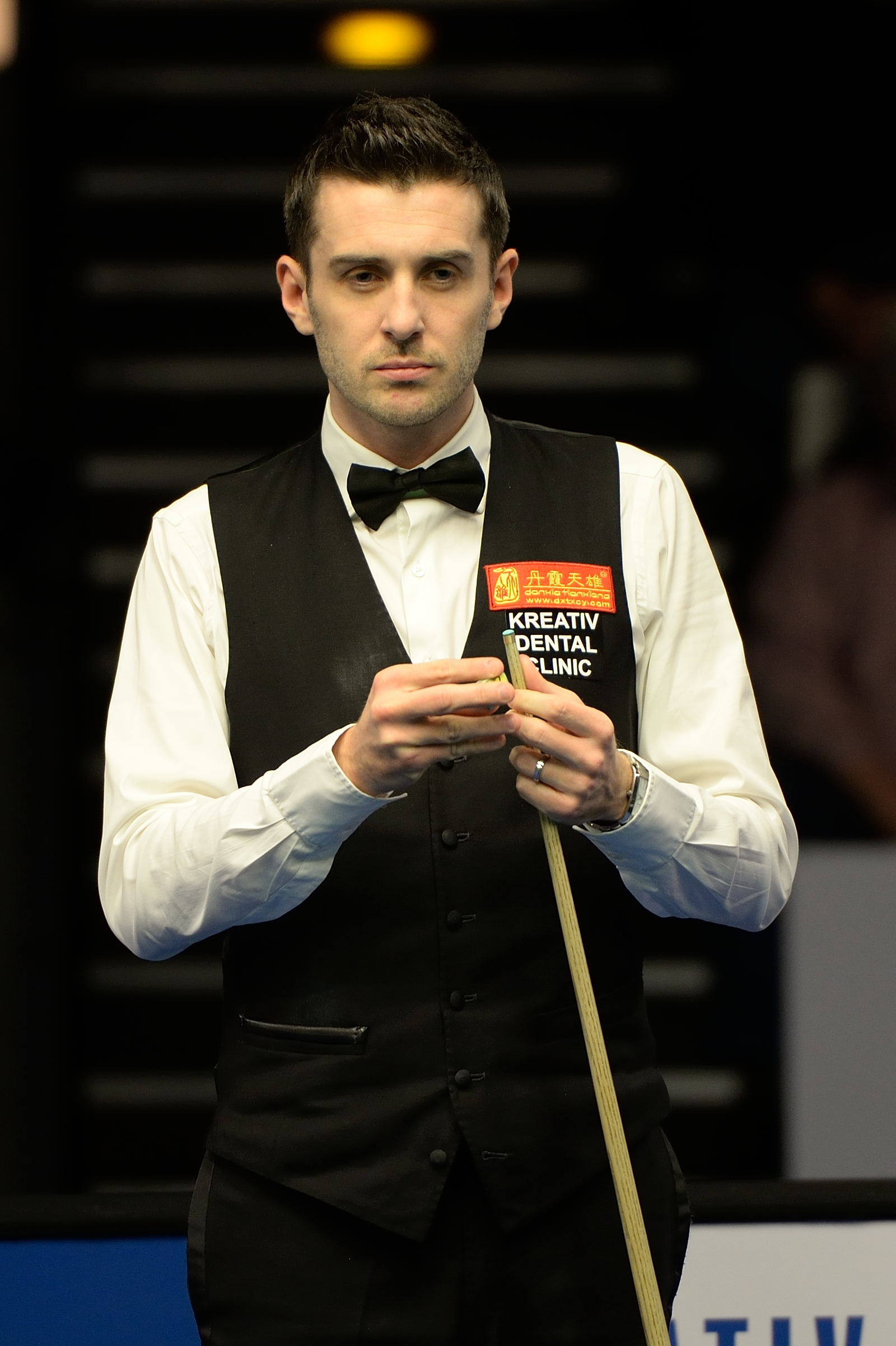
마크 셀비

마크 앤서니 셀비(영어: Mark Anthony Selby, 1983년 6월 19일 ~ )는 잉글랜드의 스누커 선수이다.